# Aleksandar Šćekić
Aleksandar Šćekić (serbisch-kyrillisch Александар Шћекић, * 12. Dezember 1991 in Berane, SFR Jugoslawien) ist ein montenegrinischer Fußballspieler.

## Karriere

### Verein
Šćekić startete seine Vereinsfußballkarriere bei FK Berane und wurde dort 2009 in den Profikader aufgenommen. Er spielte hier bis ins Jahr 2013 und wurde dabei zwischenzeitlich an die Vereine FK Lovćen Cetinje und FK Jedinstvo Bijelo Polje ausgeliehen. Anschließend spielte er drei Spielzeiten lang für den FK Bokelj Kotor. Zur Spielzeit 2016/17 ging er in die türkische Süper Lig zum Hauptstadtverein Gençlerbirliği Ankara. Nach zwei Jahren in der Türkei, setzte Šćekić seine Karriere im August 2018 beim serbischen Rekordmeister FK Partizan Belgrad fort. Dort gewann er 2019 den nationalen Pokal durch einen 1:0-Erfolg im Finale über den FK Roter Stern Belgrad. Im Januar 2022 wechselte Šćekić dann weiter zum Erstligisten Zagłębie Lubin nach Polen.

### Nationalmannschaft
Šćekić gab sein Debüt für die montenegrinische A-Nationalmannschaft am 24. März 2016 bei einem Testspiel gegen Griechenland.

## Erfolg
- Serbischer Pokalsieger: 2019